# Manuel Sánchez Ayuso

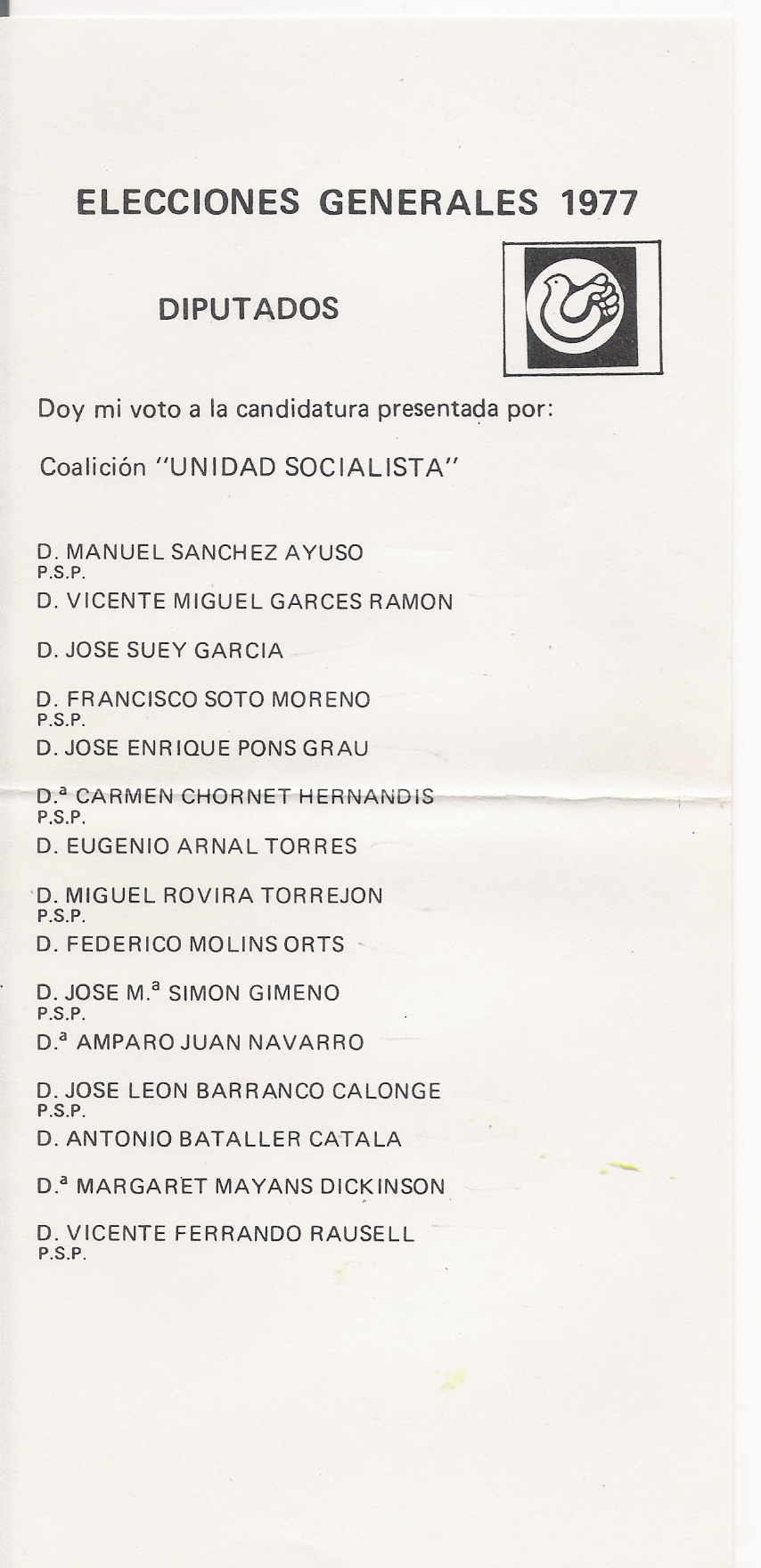
Lista de la coalición Unidad Socialista por Valencia con la que Sánchez Ayuso obtuvo su acta de diputado.

Manuel Sánchez Ayuso (Murcia, 18 de agosto de 1941-Valencia, 8 de noviembre de 1982) fue un economista y político español.

## Biografía
En materia política, fue un activo opositor al franquismo. Estuvo integrado en la Junta Democrática y fue miembro del Partido Socialista Popular de Enrique Tierno Galván, formación con la que concurrió a las elecciones generales españolas de 1977 obteniendo el único escaño que obtuvo la coalición entre el PSP y el Partit Socialista del País Valencià (Unidad Socialista) en la provincia de Valencia. Conformado el ente preautónomico en la Comunidad Valenciana, fue Consejero de Sanidad y Seguridad Social.
Tras la fusión del PSP y el Partido Socialista Obrero Español, se presentó con esta formación en la elecciones de 1979, siendo elegido de nuevo diputado, y en las elecciones de 1982 que dieron el gobierno al PSOE, aunque falleció antes de recoger su acta de diputado.
Asimismo, fue uno de los promotores de la corriente Izquierda Socialista, a la izquierda del PSOE, junto con Luis Gómez Llorente, Francisco Bustelo y Pablo Castellano.
Como economista, destacó de forma sobresaliente con una formación muy completa (doctor en Ciencias Económicas y licenciado en derecho). Trabajó para el Banco de España, colaborador externo de la Organización para la Cooperación y el Desarrollo Económico y miembro de la Comisión encargada de la creación de la Bolsa de Valencia. Fue catedrático de Política Económica de la Universidad de Valencia y decano de la Facultad de Económicas de la misma.
Es autor de los libros Por un socialismo de izquierdas (1976) y Socialismo y crisis. Reflexiones para una alternativa (1980).

### Artículos
- ¿Federación de Partidos o Partido Federado?, por Manuel Sánchez Ayuso (1976)
- La estrategia económica, alternativa de los laboristas británicos, por Manuel Sánchez Ayuso (1981)

### Actividad parlamentaria
- Legislatura Constituyente (PSP)
- I Legislatura (PSOE)

- Datos: Q3066498